# Le Seigneur des anneaux (comédie musicale)
Pour les articles homonymes, voir Le Seigneur des anneaux (homonymie).

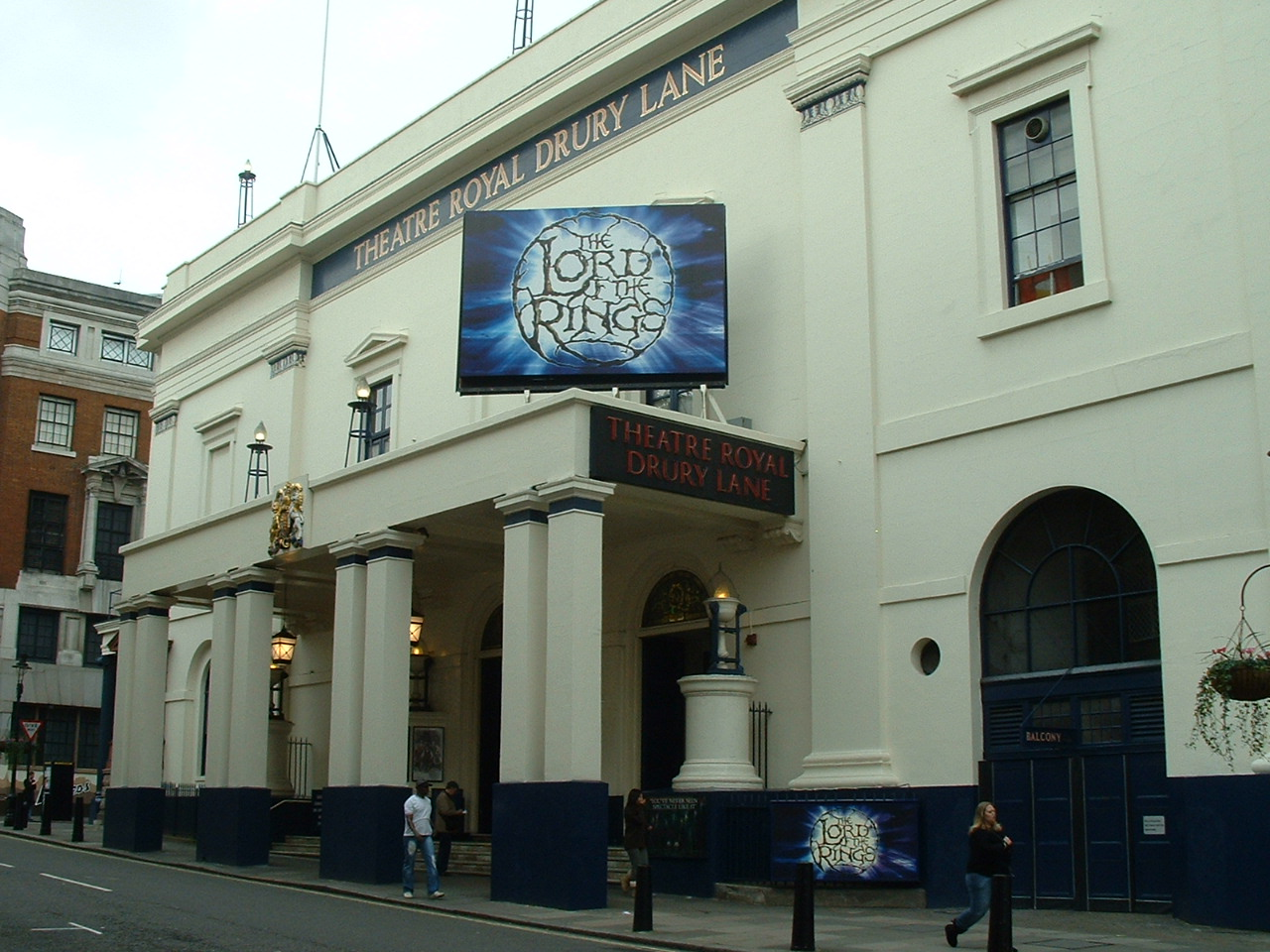
Le Seigneur des Anneaux à l'affiche du Théâtre royal de Drury Lane, à Londres

Le Seigneur des anneaux, un roman de fantasy se déroulant dans la Terre du Milieu et écrit par l'écrivain britannique J. R. R. Tolkien, fut souvent adapté, et notamment en comédie musicale.
La musique fut écrite par Allah Rakha Rahman, le groupe finlandais Värttinä et Christopher Nightingale, les paroles étant écrites par Matthew Warchus et Shaun McKenna.
Le spectacle eut lieu à Toronto en 2006 et en 2007 au West End de Londres.